# Portland Hearts of Pine
El Portland Hearts of Pine es un equipo de fútbol de los Estados Unidos que juega en la USL League One, la tercera división nacional.

## Historia
El 7 de septiembre de 2023 la United Soccer League anunció que la ciudad de Portland, Maine tendría a su equipo de la USL League One para la temporada 2025. Gabe Hoffman-Johnson, exfutbolista del Dartmouth Big Green, fundó al club en alianza con los inversores locales Jonathan y Catherine Culley y el narrador de NESN Tom Caron, originario de Lewiston, Maine.
El 22 de abril de 2024 Kevin Schohl, exvicepresidente de DraftKings y que fuera ejecutivo de AMB Sports and Entertainment, dueño del club de la Major League Soccer Atlanta United FC, fue nombrado presidente y director ejecutivo.
El 19 de septiembre de 2024 anunciaron que el 96% de las entradas para los partidos del club fueron vendidas, récord de la USL League One. El club eligió como su primer entrenador a Bobby Murphy el 14 de noviembre de 2024. La primera contratación del club fue el trinitario Michel Poon-Angeron el 17 de diciembre de 2024. Luego el club fichó al nativo de Maine Khalid Hersi el 8 de enero de 2025.